# Federkörner

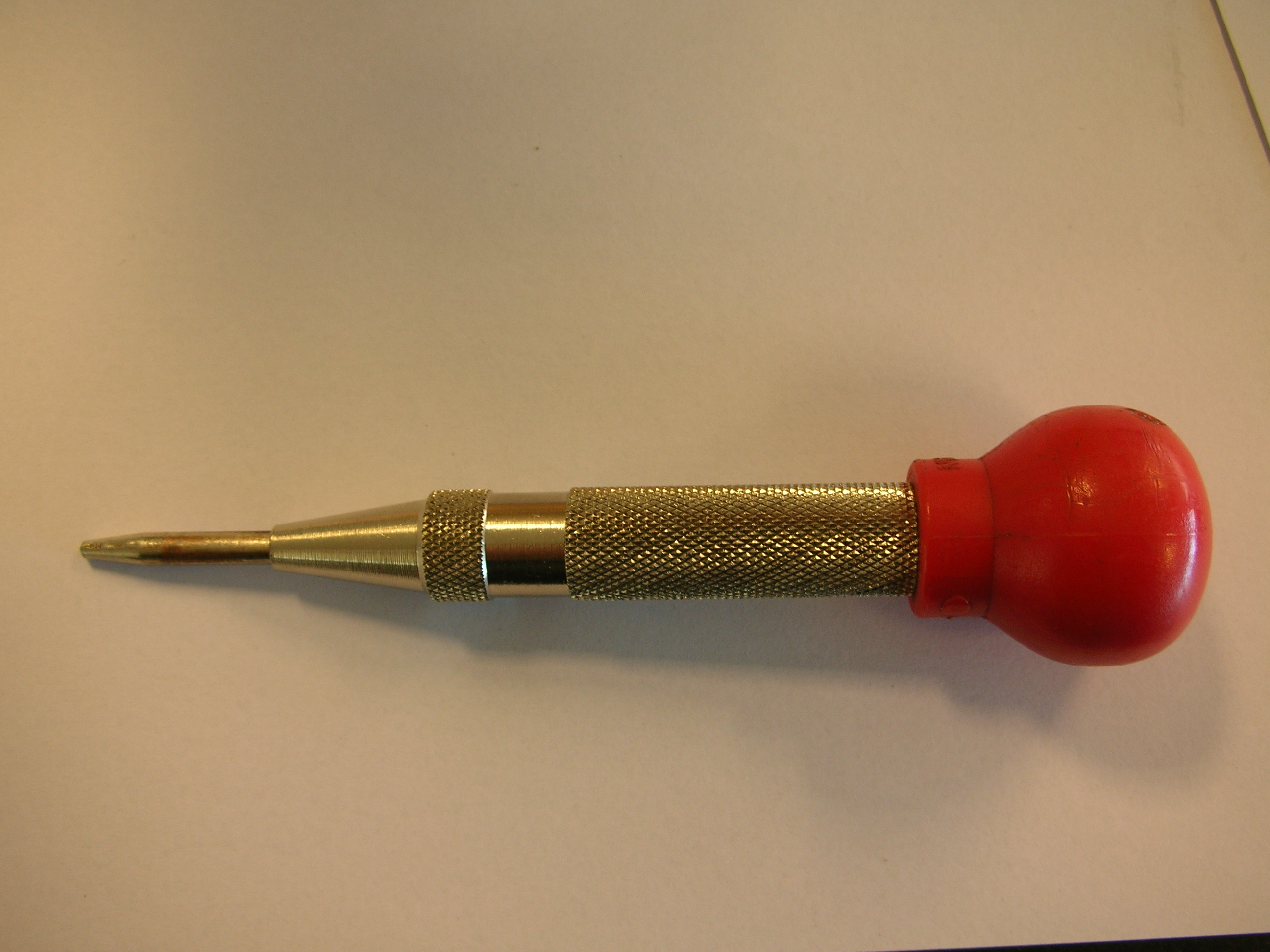
Automatischer Federkörner

Funktionsweise eines automatischen Federkörners

Funktionsweise im Querschnitt eines automatischen Federkörners

Der Federkörner oder selbstauslösender Körner ist ein Werkzeug aus der Metallverarbeitung, mit dem Metall- oder Kunststoffteile mit einer kleinen Vertiefung, der so genannten Körnung, versehen werden können. Im Gegensatz zum normalen Körner, der mit einem Hammer benutzt wird, arbeitet der Federkörner mit Federkraft. Meistens dient die Körnung dazu, einem Bohrer die erste Führung (Zentrierung) zu geben, in der technischen Hilfeleistung z. B. durch die Feuerwehr führt sie zur kontrollierten Zerstörung von Einscheiben-Sicherheitsglas.

## Funktionsweise
Der im Griff gegen eine starke Feder verschiebbare Körner mit seinem hinten aufgesetztem Schlagbolzen wird gegen das zu körnende Werkstück gedrückt. Bei voll zusammengedrückter Feder richten sich Bolzen und Körner am Gehäuse aus, so dass der Körner in ein Loch im Schlagbolzen fällt und beim Aufschlag ein starker Druckstoß auf die Spitze des Körners ausgeübt wird. Eine zweite, leichtere Feder zieht den Körner beim Entspannen wieder aus dem Schlagbolzen, so dass der Ausgangszustand wieder erreicht ist.

## Einsatz in der technischen Hilfeleistung

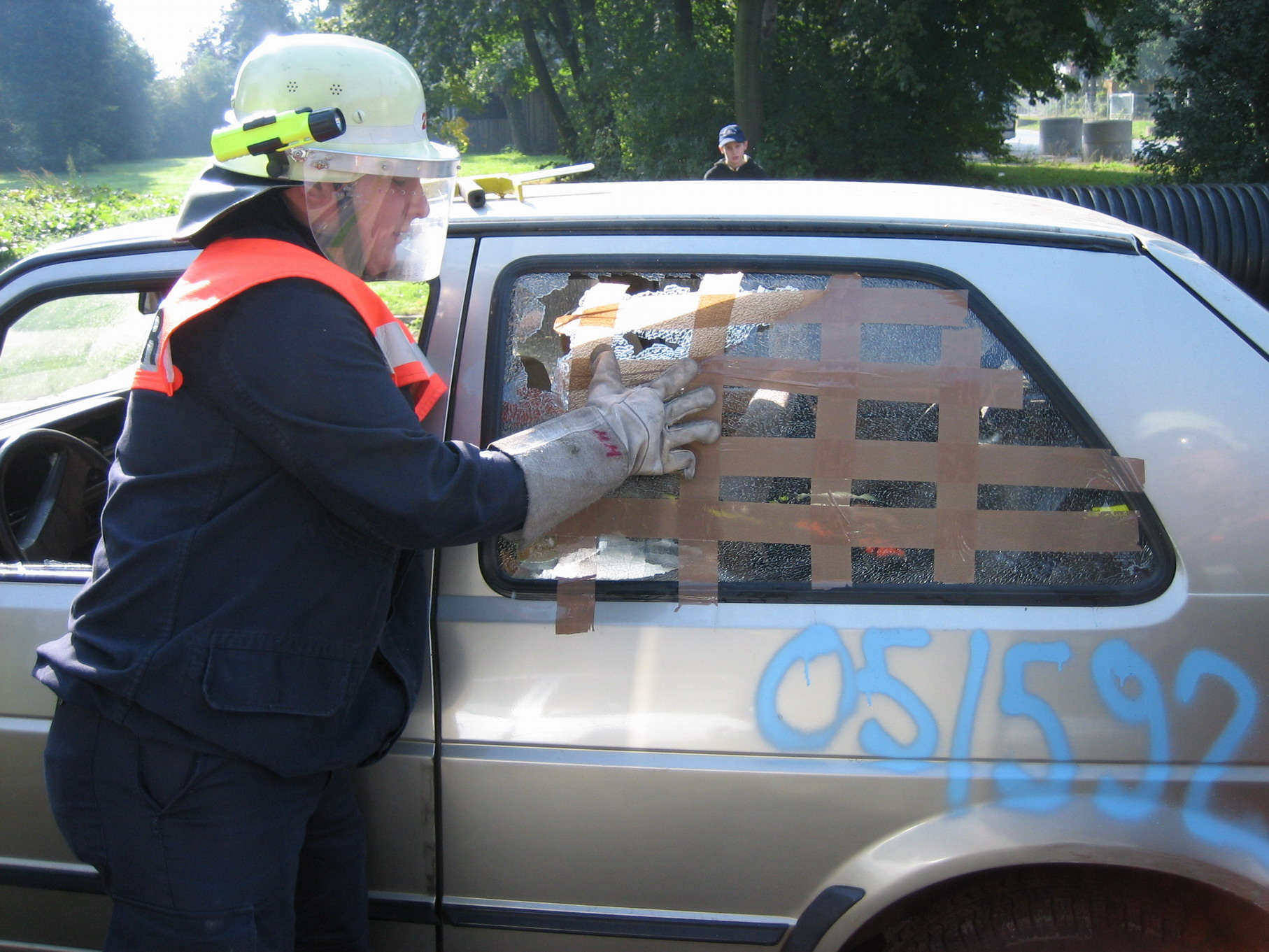
Entfernen des Sicherheitsglases nach dem Einsatz des Federkörners durch die Feuerwehr

Der Federkörner wird – wie der Nothammer in Bussen und Bahnen – durch Rettungskräfte zur kontrollierten Zerstörung von Einscheiben-Sicherheitsglas (z. B. Seiten- und Heckscheiben bei Pkw) verwendet und gehört daher zum Werkzeug für die technische Hilfeleistung. Vom Aussehen her ähnelt der Federkörner einem Bleistift. Am spitz zulaufenden Ende befindet sich eine Stahlspitze, im Innern des Gerätes sitzt eine Feder. Federkörner können eine Druckkraft von bis zu 16 kg entwickeln. Bei einigen Modellen lässt sie sich stufenlos mittels Drehen des hinteren Endes einstellen.

### Anwendung
Die zu zerstörende Scheibe wird zuvor oftmals mit Klebeband oder speziellen Klebefolien abgeklebt. Dadurch werden Patienten und Einsatzkräfte vor unkontrolliert herumfliegenden Splittern geschützt und die Scheibe kann nach dem Körnen trotzdem in einem Stück entfernt werden. Personen im Fahrzeug werden zusätzlich durch einen weichen Patientenschutz (z. B. eine transparente Folie) vor eventuell umherfliegenden Glassplittern geschützt.
Dann wird der Federkörner im Randbereich des Glases angesetzt und ein leichter Druck auf das Gerät ausgeübt. Wenn möglich sollte die Scheibe von innen gegen Hereinfallen gesichert werden, falls sich noch eine verletzte Person im Arbeitsbereich befindet. Durch den ausgeübten Druck auf den Körner schnellt die Stahlspitze gegen das Glas und lässt es zerplatzen. Die Scheibe kann nun in einem Stück herausgedrückt und aus dem Gefahrenbereich entfernt werden.
Speziell für den Einsatz bei der technischen Hilfeleistung gibt es neben den herkömmlichen selbstauslösenden Körnern auch sogenannte Sicherheits-Federkörner. Diese arbeiten mit einem außen liegenden Federzug und werden durch händisches Ausziehen der Feder gespannt. Beim Loslassen schlägt dann ein Bolzen auf die Spitze und zerstört das Glas. Der Vorteil: Im Gegensatz zum Standardkörner muss hier kein Druck auf die Scheibe ausgeübt werden, wodurch keine Gefahr besteht, mit der Hand durch die gekörnte Scheibe zu schlagen und sich Schnittverletzungen zuzufügen.